# Aldona
Aldona là một thị trấn thống kê (census town) của quận North Goa thuộc bang Goa, Ấn Độ.

## Nhân khẩu
Theo điều tra dân số năm 2001 của Ấn Độ, Aldona có dân số 6320 người. Phái nam chiếm 46% tổng số dân và phái nữ chiếm 54%. Aldona có tỷ lệ 79% biết đọc biết viết, cao hơn tỷ lệ trung bình toàn quốc là 59,5%: tỷ lệ cho phái nam là 84%, và tỷ lệ cho phái nữ là 75%. Tại Aldona, 9% dân số nhỏ hơn 6 tuổi.